# Národní park Kančendženga
Národní park Kančendženga je chráněné území v indickém spolkovém státě Sikkim, na hranicích s Nepálem a Čínou (Tibetem). Je zařazen mezi světové dědictví UNESCO, zároveň je i biosférickou rezervací. Park je v celosvětovém měřítku výjimečný kvůli nejextrémnější změně nadmořské výšky v jakékoli chráněné oblasti na světě. Nejnižší místo parku je v nadmořské výšce 1220 m n. m., nejvyšším bodem je Kančendženga (8586 m n. m.), tzn. přes sedm tisíc výškových metrů. Jeho rozloha je 1784 km².

## Přírodní podmínky
Nejvýraznějším topografický prvkem národního parku je masiv Kančendženga. Masiv má pět hlavních hřebenů, které se táhnou různými směry a obsahují několik vrcholů, které se tyčí nad 6000 m n. m. Přibližně 90 % parku leží v nadmořské výšce nad 3000 m a 70 % nad 4000 m. V parku se nachází na 280 ledovců, včetně cca 25 km dlouhého ledovce Zemu a více než 300 jezer. Údolí na jihovýchodě chráněného území jsou v porovnání s těmi v severní části parku strmější, protože nebyla vyhlazena erozní silou zalednění. Údolí se strmými svahy ve spojení s vysokou úrovní tající vody vedou k tomu, že zdejší řeky mají jednu z nejvyšších rychlostí sedimentace ze všech himálajských řek. Park náleží do povodí řeky Tista.
Klima v parku koreluje s jeho topografií a je proto vysoce heterogenní. Ve většině parku panuje monzunové klima, kterému dominuje prodloužené období dešťů. Letní monzun obvykle trvá od května do září a je tlumen velmi krátkým jarem a podzimem v dubnu a říjnu. Průměrné roční srážky jsou nejvyšší na jihovýchodě (2750 mm) a nejnižší na severozápadě (750 mm). Nejchladnější měsíc je leden (průměrná teplota 4 °C v nižších nadmořských výškách, −17 °C v alpinské zóně), nejteplejším pak červenec (22 °C, respektive 12 °C).

## Flora a fauna
Vegetaci na území parku lze rozvrstvit do čtyř hlavních výškových zón:
- subtropická zóna (do nadmořské výšky 2000 m n. m.) – dominantní rostliny Alnus nepalensis, Schima wallichii, Castanopsis spp., Quercus spp., Engelhardtia spicata
- zóna mírného klima (2000–3000 m n. m.) – dominantní rostliny Quercus spp., Rhododendron spp., Junisperus spp.
- subalpinská oblast (3000–4000 m n. m.) – dominantní rostliny Rhododendron spp., Junisperus spp.
- alpinská zóna (4000–4500 m n. m.) – dominantní rostliny Meconopsis spp., Delphinium spp., Gentiana spp., Saussurea spp.

Ve výškách nad 4500 m n. m. jsou již ledovce, sníh a holý skalní masiv.
V oblasti je asi 22 endemických a 22 vzácných a ohrožených rostlin. V rezervaci rostou některé z nově popsaných rostlinných taxonů jako Myrmechis bakhimensis (vstavačovité), Craniotome furcata var. sikkimensis (hluchavkovité), Craniotome furcata var. ureolata (hluchavkovité) a Cortiella gauri (miříkovité). Jsou zde hojně zastoupeny epifyty a liány. Kromě toho je v oblasti zaznamenáno asi 30 druhů rododendronů a 42 potvrzených druhů savců patřících do 16 čeledí, např. irbis (Uncia uncia), panda červená (Ailurus fulgens fulgens), dhoul (Cuon alpinus), poletuška černobílá (Hylopetes alboniger), vlk himálajský (Canis himalayensis).

## Fotogalerie

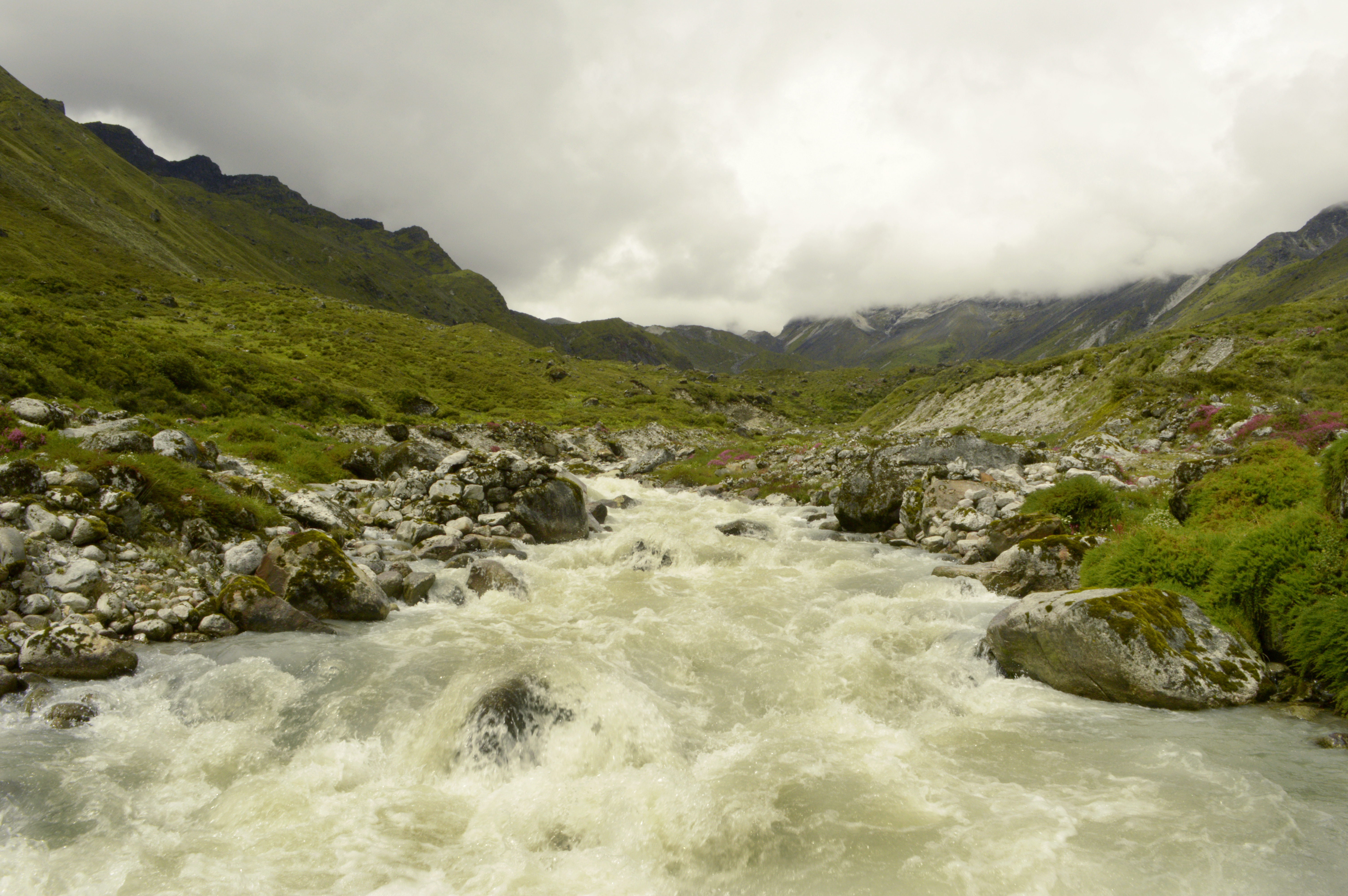
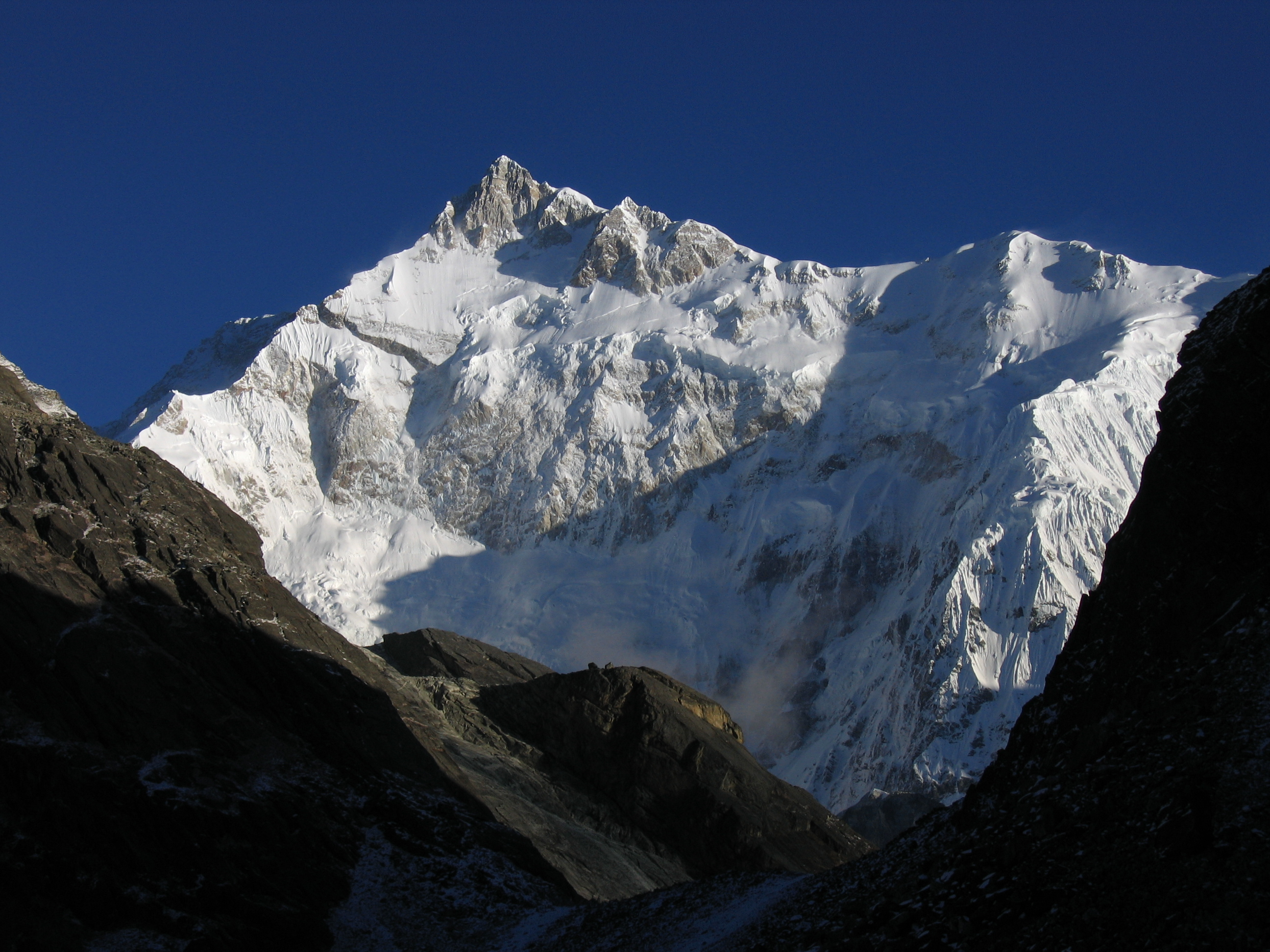
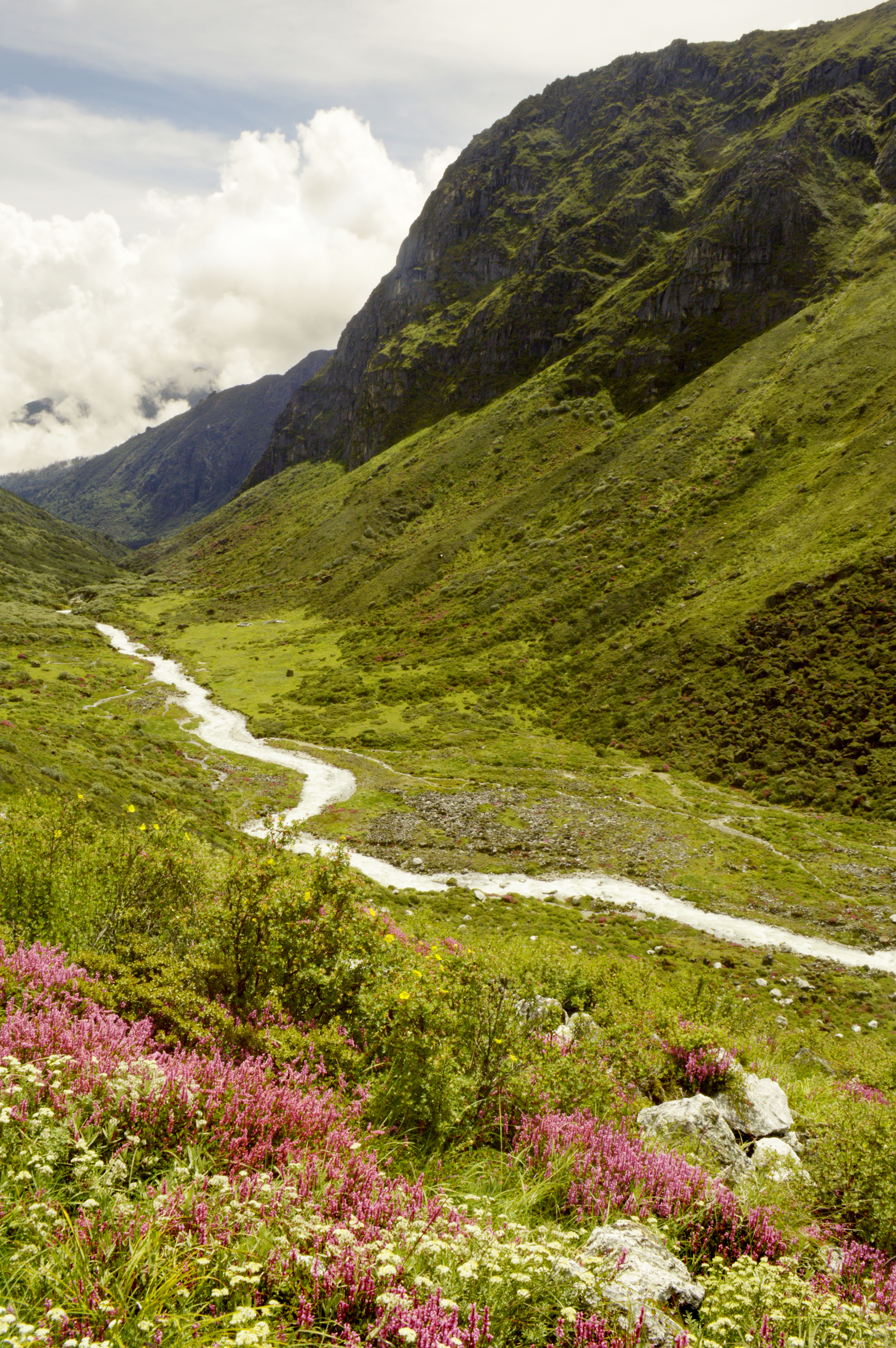
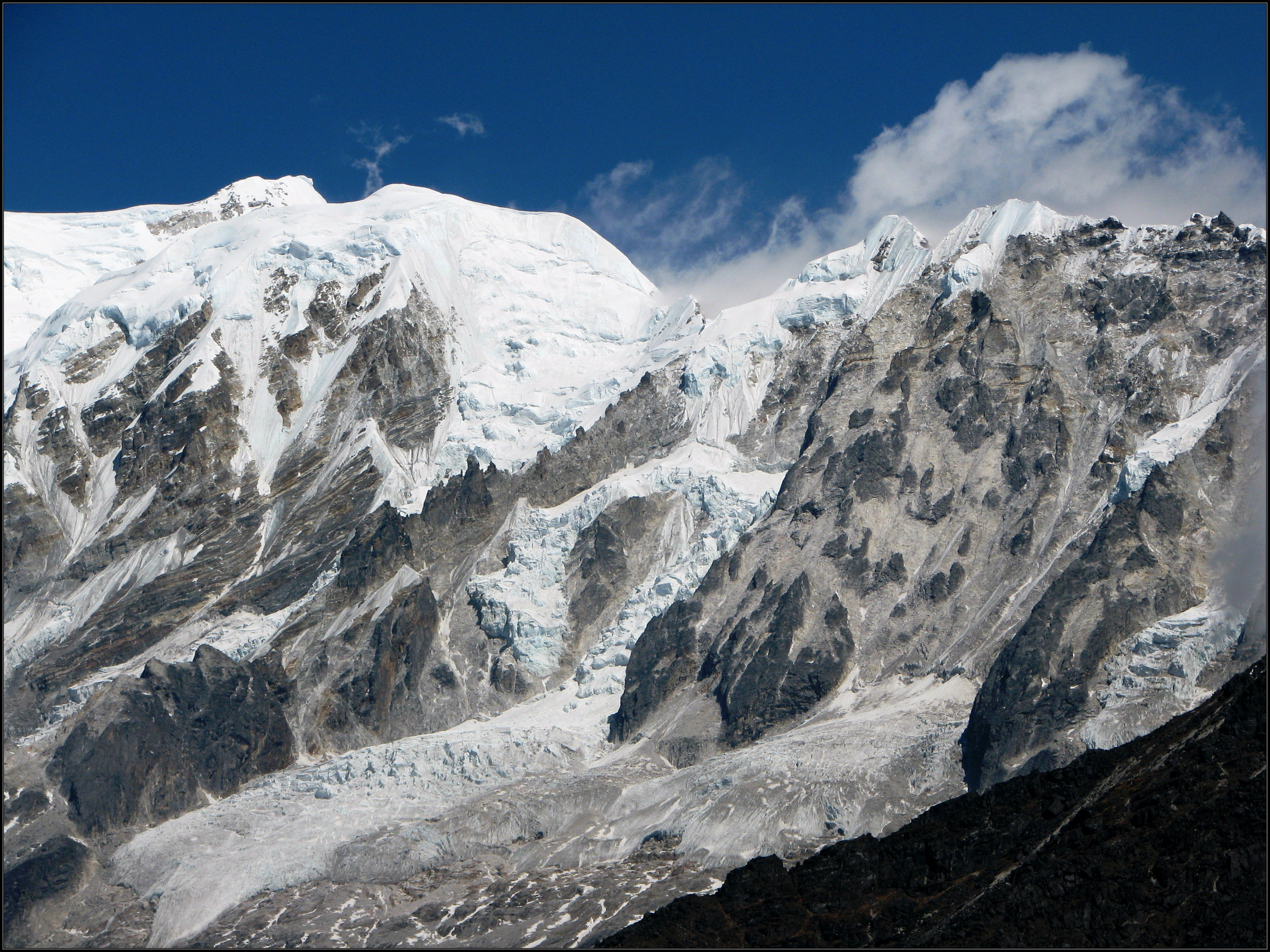
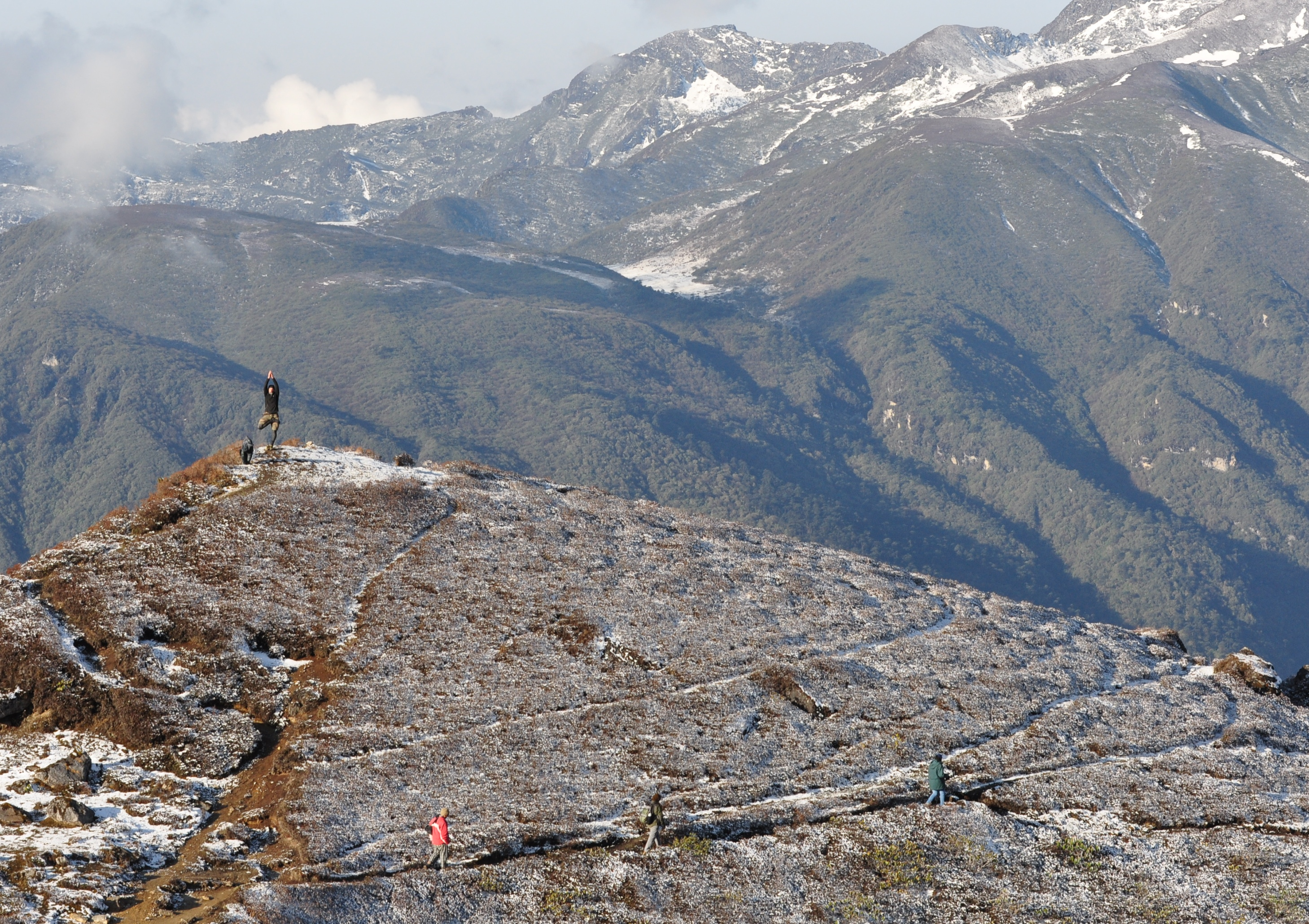